# Bakan
Bakan (tiếng Khmer: ស្រុកបាកាន) là một huyện thuộc tỉnh Pursat, Campuchia. Huyện lị là thị trấn Trapeang Chongnằm trên Quốc lộ 5 cách 15 km về phía bắc Thị xã Pursat. Theo thống kê năm 1998, huyện có 10 xã và 156 làng. Dân số toàn huyện là 121.229 người thuộc 22,494 hộ gia đình. Bakan is the most populous district in Pursat province.

## Vị trí
Bakan có ranh giới với tỉnh Battambang ở phía bắc và huyện Veal Veang ở phía tây. Phía nam Bakan là huyện Phnum Kravanh và huyện Sampov Meas. Bakan có ranh giới phái đông với huyện Kandieng. Ở phía đông bắc, Bakan bao quanh một phần của hồ Tonlé Sap. Huyện có ba làng nổi trên hồ.